# Thanapati
Thanapati (nepalski: थानापाटी) – gaun wikas samiti w środkowej części Nepalu w strefie Bagmati w dystrykcie Nuwakot. Według nepalskiego spisu powszechnego z 2001 roku liczył on 626 gospodarstw domowych i 3384 mieszkańców (1739 kobiet i 1645 mężczyzn).